# Ян Судрабкалн
Ян Су́драбкалн (Я́нис Су́драбкалнс; настоящее имя — А́рвид Карлович Пе́йне; 17 (29) мая 1894, Инчукалнс — 4 сентября 1975, Рига) — латвийский советский поэт и публицист. Народный поэт Латвийской ССР (1947). Герой Социалистического Труда (1974). Лауреат Сталинской премии второй степени (1948). Член ВКП(б) с 1951 года.

## Биография
Родился 5 (17) мая 1894 года в Инчукалнсе (ныне Латвия) в семье учителя Карла Пейне, который впоследствии стал хозяином питейного дома. В 1902 году семья переехала в село Яунпиебалга — вотчину графов Шереметевых. В следующем году Ян (тогда ещё Арвид) пошёл в церковно-приходскую школу, которую окончил в 1908 году. В 1909—1911 годах учился в Дубултской частной гимназии П. Шмитена и Л. Берзиньша. После смерти отца (1910) был вынужден прекратить обучение и далее приобретать знания самостоятельно. С 1913 года, с небольшими перерывами, жил в Риге. Там «началась голодная и весёлая, трудная и непутёвая безрассудная жизнь в среде юных поэтов и артистов».
В 1915 году был мобилизован в армию. Окончив трёхмесячные фельдшерские курсы, служил в 302-м Суражском пехотном полку. В марте 1917 года, будучи в составе 5-го латышского стрелкового полка, получил направление на работу в газете «Brīvais strēlnieks» («Вольный стрелок») — позже «Latvju strēlnieks» («Латышский стрелок»). В начале 1918 года по состоянию здоровья Судрабкалн демобилизовался. Вернувшись в Ригу, стал работать корректором в газете «Līdums» («Просвет») и 4 мая 1918 под псевдонимом Оливеретто опубликовал в ней своё первое юмористическое стихотворение «Pavasara zaļais karogs» («Весенний зелёный стяг»). Во времена Латвийской Советской республики с января по май 1919 года работал в газете «Cīņa» («Борьба») переводчиком. В 1920-х — 1930-х годах работал в изданиях «Latvijas Sargs» — «Сторож Латвии» (1920), «Latvijas Vēstnesis» — «Латвийский вестник» (1924—1925), «Hallo» — «Привет» (1927—1928), «Pēdējā brīdī» — «В последний момент» (1927—1930), «Dienas lapa» — «Страница дня» (1933—1934), «Jaunākās ziņas» — «Последние новости» (1937—1940). В 1920—1930-х годах он много переводит, выступает как театральный и музыкальный критик, автор очерков о литературе — латышской, немецкой, английской, русской и итальянской. Эти очерки отличались глубоким и ясным представлением о художественном и творческом стилях.
Летом 1940 года, после того как Латвия вошла в состав СССР, Судрабкалн стал на сторону советской власти. В июне 1941-го он был делегатом Первого съезда Союза советских писателей Латвии. Тогда же в Риге познакомился с такими литераторами, как Н. С. Тихонов, Н. Н. Асеев, Сергей Михалков, Янка Купала, А. Е. Корнейчук, П. Цвирка, Хамид Алимджан и С. Рустам. С началом Великой Отечественной войны в июне 1941 года был эвакуирован на восток. Жил в Кировской области, в городах Халтурин (ныне — Орлов), Уржум, в селе Кстинино. В Уржуме Судрабкалн написал один из своих самых известных, так называемых программных стихов — «Русскому народу». Впоследствии он переехал в Башкирию. С января 1942 года по сентябрь 1944 года жил в Москве. Поскольку Дом латвийского представительства был разрушен бомбами в самом начале войны, Судрабкалн квартировал на улице Воровского — у литовцев. Там он подружился с К. Корсакасом, А. Венцловой, а также с эстонцами — О. Ургартом и М. Раудом.
Осенью 1944 года Судрабкалн вернулся в Латвию и приобщился к общественно-политической и партийной деятельности. В 1951—1962 годах был членом Комитета защиты мира Латвийской ССР, с 1963 по 1971 год — членом ЦК Коммунистической партии Латвии, членом правления Союза писателей (1941—1975) и др. В 1966 году стал членом-корреспондентом АН Латвийской ССР, а в 1973 году — её академиком. Депутат ВС СССР 7—8 созывов (1966—1974).
Умер 4 сентября 1975 года в Риге, похоронен на кладбище Райниса. Мемориальная комната Судрабкалнса открыта в доме «Sprundas», возле города Салацгрива.

## Творчество
Судрабкалнс начал писать стихи в возрасте десяти лет. Ещё с детства он пробовал подражать творчеству Некрасова и Райниса. На становление юного поэта повлияло важное событие в его жизни, которое произошло во время революции 1905 года. «…В первый раз я тогда увидел нашего великого поэта Райниса, читавшего на собрании свои стихи — „Мы больше не верим старым жрецам, и злые драконы не страшны нам“».
Первое стихотворение Судрабкална опубликовано в 1909 году. Началом настоящей литературной деятельности сам автор считал 1912 год, когда А. Упит поместил его произведения в журнале «Domas» («Мысль»), редактором которого тогда он был. Именно тогда Арвид Пейне взял себе псевдоним — Ян Судрабкалн. Эта фамилия дословно переводится на русский как «Серебряная гора». Впоследствии, в 1925 году, он официально сменил фамилию и в паспорте значился как Арвид Судрабкалн.
В 1920 году вышел его первый сборник стихов «Крылатая армада». В этих стихах Судрабкалн выразил стремление к миру и братству народов, отразил романтические поиски неведомой страны, где нет ни горя, ни страданий, что было особенно актуально в послевоенное время. Под псевдонимом Оливеретто опубликованы его сборники юмористических и сатирических стихов «Трубадур на осле» (1921), «Джентльмен в сиреневом фраке» (1924), «Жаворонки зимой» (1939) и другие. В 1925 году Судрабкалнс стал профессиональным литератором. Эмоциональной и интеллектуальной интенсивностью, виртуозностью формы отмечаются сборники «Превращения» (1923), «Фонарь на ветру» (1931), «Одна ласточка летает» (1937).
После войны Судрабкалн писал преимущественно публицистику, сосредоточившись на социально-политической тематике, особенно на теме борьбы за мир («Знамёна перекликаются» (1950), «Борьба, труд и слава» — 1963). К поэтическим произведениям относятся сборники «В братской семье» (1947), «Ласточки возвращаются» (1951), «Ещё одна весна» (1964). Написал предисловие к книге стихов трагически погибшей молодой поэтессы Аустры Скуини (1965). Также он переводил произведения А. С. Пушкина, Б. Брехта, П. У. Бровки, К. М. Симонова и других авторов, в частности «Таланты и поклонники» А. Н. Островского и «Тени» М. Е. Салтыкова-Щедрина.
Его произведения переводили на русский В. В. Державин, М. С. Петровых, М. А. Зенкевич, Л. Н. Мартынов и В. Г. Невский.

### Сборники стихов
- «Крылатая армада» (1920)
- «Трубадур на осле» (1921)
- «Превращения» (1923)
- «Джентльмен в сиреневом фраке» (1924)
- «Фонарь на ветру» (1931)
- «В братской семье» (1947)
- «Ещё одна весна» (1964)
- «Ясень за окном» (1969)
- «Мечтателям» (1974)

### Книги лирических миниатюр
- «Ласточки возвращаются» (1951)
- «Весенние раздумья» (1964)

### Сборники публицистики
- «Знамёна перекликаются» (1950)

## Награды и премии
- Заслуженный деятель культуры Латвийской ССР (1943)
- Сталинская премия второй степени (1948) — за сборник стихов «В братской семье» (1947)[4]
- Государственная премия Латвийской ССР (1965) — за сборник «Ещё одна весна» (1964)
- Герой Социалистического Труда (16.5.1974) — за большие достижения в литературе и в связи с 80-летием
- два ордена Ленина
- орден Октябрьской революции
- два ордена Трудового Красного Знамени
- медали
- народный поэт Латвийской ССР (1947)